# Krajowa Izba Rozliczeniowa
Krajowa Izba Rozliczeniowa S.A. (KIR) – hub technologiczny, podmiot infrastruktury polskiego sektora bankowego, działający na podstawie art. 67 ustawy Prawo bankowe. Priorytetowym obszarem funkcjonowania KIR są elektroniczne rozliczenia i płatności, realizowane za pomocą systemów i usług:  Elixir, Euro Elixir, Express Elixir, Euro Express Elixir oraz Paybynet. KIR dostarcza również narzędzia służące wymianie informacji między organami uprawnionymi – system Ognivo, usługę zdalnej weryfikacji tożsamości – mojeID oraz usługi zaufania, w tym kwalifikowaną pieczęć elektroniczną oraz  podpis elektroniczny – Szafir i mSzafir.  
Działając wspólnie ze Związkiem Banków Polskich i bankami, KIR prowadzi Sektorowe Centrum Usług AML, którego zadaniem jest przeciwdziałanie wykorzystywaniu sektora bankowego w działalności przestępczej – w tym uniemożliwianie prania pieniędzy i finansowania terroryzmu. Jako hub usług wspólnych, KIR wspiera banki w realizacji koncepcji otwartej bankowości, zgodnie z dyrektywą PSD2, umożliwiając m.in. optymalizację kosztów i lepszą ochronę całego sektora przed zagrożeniami sieciowymi (np. nieuprawnionym dostępem, atakami DDoS, etc.). KIR wykorzystuje zaawansowane narzędzia kryptograficzne, rozwiązania chmurowe i algorytmy big data, które znajdują zastosowanie m.in. w analizach operacji finansowych na potrzeby administracji publicznej oraz w przeciwdziałaniu cyberprzestępczości i wyłudzeniom VAT. Realizując obowiązki ustawowe w zakresie działań służących uszczelnianiu systemu podatkowego, firma jest operatorem systemów STIR i split payment. Udostępnia usługę Trwały Nośnik opartą na technologii blockchain i macierzy WORM.
Z produktów i usług świadczonych przez KIR korzystają banki, instytucje finansowe, przedsiębiorstwa, administracja publiczna oraz użytkownicy indywidualni.
KIR został powołany z inicjatywy Związku Banków Polskich, 16 banków oraz Narodowego Banku Polskiego w listopadzie 1991.

## Usługi
- Elixir – system rozliczeń międzybankowych w złotych umożliwiający realizację przelewów, poleceń zapłaty oraz czeków. Transakcje kierowane do systemu rozliczane są w czasie jednej z trzech sesji, polegających na wymianie komunikatów płatniczych między bankami, odbywających się w dni robocze[2]. Elixir ma status systemowo ważnego systemu płatności. Działa od 1994 r.
- Euro Elixir –  międzybankowy system rozliczeń w euro umożliwiający realizację płatności zarówno w relacjach krajowych, jak i międzynarodowych[3]. System spełnia wymogi standardów europejskich, funkcjonuje w ramach zintegrowanej infrastruktury Jednolitego     Obszaru Płatności w Euro (Single Euro Payments Area – SEPA)[4]. System działa od 2005 r.
- Express Elixir – system obsługujący płatności natychmiastowe, umożliwiający realizację przelewów międzybankowych w czasie liczonym w sekundach, 24 godziny na dobę, 365 dni  w roku. Środki do rozliczania płatności w systemie Express Elixir utrzymywane są na rachunku powierniczym prowadzonym na potrzeby tego systemu przez Narodowy Bank Polski[5]. Dostępny dla klientów banków od 2012 r.[6]
- mojeID –  usługa cyfrowej weryfikacji tożsamości umożliwiająca bezpieczne potwierdzanie danych osobowych za pomocą bankowości elektronicznej. Dzięki mojeID użytkownicy mogą zdalnie załatwiać formalności wymagające dotychczas osobistego kontaktu z dostawcą usługi, takie, jak rejestracja i zakładanie konta klienta, zawarcie umowy na usługi telekomunikacyjne, czy ubezpieczeniowe, zgłaszanie wniosków o odszkodowanie z ubezpieczenia, udzielanie zgody na polecenie zapłaty. mojeID jest dostępne dla ok. 98 proc. użytkowników bankowości elektronicznej. W e-administracji, mojeID umożliwia logowanie do usług świadczonych przez podmioty i serwisy sektora publicznego, m.in. ePUAP, Internetowe Konto Pacjenta, biznes.gov.pl, praca.gov.pl, gdzie można załatwiać sprawy urzędowe online, w tym np. składać wnioski, deklaracje podatkowe, rejestrować pojazdy. mojeID wspiera również procesy związane z zakładaniem i wykorzystywaniem Profilu Zaufanego oraz aktywację aplikacji mObywatel. Usługa uruchomiona w 2019 r.[7]
- mSzafir – kwalifikowany podpis elektroniczny, który nie wymaga użycia karty     kryptograficznej ani czytnika, dostępny w pełni online. mSzafir pozwala podpisywać dokumenty w trybie stacjonarnym i mobilnym, na urządzeniach z dostępem do internetu, np. komputer, smartfon, tablet. Umożliwia generowanie certyfikatów jednorazowych (do podpisania pojedynczego dokumentu) oraz certyfikatów długoterminowych - ważnych rok lub 2 lata, z wybranym limitem podpisów. Kwalifikowany podpis elektroniczny mSzafir jest zgodny z wymaganiami eIDAS[8] i ma moc prawną równoważną podpisowi własnoręcznemu[9]. Usługa uruchomiona w marcu 2020 r.
- pieczęć elektroniczna – rodzaj kwalifikowanego, w pełni cyfrowego certyfikatu, który potwierdza, że opieczętowany dokument pochodzi z danej firmy, instytucji czy urzędu. E-pieczęć jest wydawana podmiotom posiadającym osobowość prawną, m.in. firmom, organizacjom, urzędom administracji publicznej od 2014 r.[10] Podobnie jak podpis elektroniczny, potwierdza formalny charakter dokumentów i gwarantuje ich skutki prawne. Mobilna wersja e-pieczęci jest dostępna w ofercie KIR od 2024 r.
- Szafir – Centrum Obsługi Podpisu Elektronicznego, świadczące usługi zaufania: kwalifikowanych i niekwalifikowanych certyfikatów podpisu elektronicznego i pieczęci elektronicznej oraz znakowania czasem. Rozwiązania oferowane w COPE umożliwiają m.in. podpisywanie faktur VAT, umów i innych prawnie wiążących dokumentów w formie cyfrowej, przesyłanie danych do ePłatnik ZUS, składanie deklaracji podatkowych, pobieranie informacji i zgłaszanie zmian w KRS oraz komunikację z urzędami drogą elektroniczną[11]. Dostępne od 1994 r.
- Ognivo – system, który usprawnia elektroniczną wymianę informacji pomiędzy bankami, ZUS, Pocztą Polską, urzędami miast, administracyjnymi organami egzekucyjnymi oraz komornikami sądowymi, zgodnie z ich uprawnieniami. Umożliwia również poszukiwanie kont bankowych przez ich posiadaczy i spadkobierców, ułatwia przenoszenie rachunków między bankami oraz zarządzanie poleceniami zapłaty. Dostępny od 2007 r.
- Paybynet – system bezpośrednich płatności internetowych[12], zintegrowany z elektroniczną Platformą Usług Administracji Publicznej (ePUAP) oraz innymi systemami e-urzędów[13]. Paybynet umożliwia dokonywanie online płatności za zakupy internetowe bezpośrednio pomiędzy klientem banku a odbiorcą, tj. sklepem internetowym lub e-urzędem oraz wnoszenie opłat administracyjnych i generowanie Elektronicznego Poświadczenia Opłaty. Obsługuje także płatności w relacjach z e-Urzędem Skarbowym[14]. Udostępniony przez KIR w 2007 r.
- Trwały nośnik – usługa umożliwia przechowywanie dokumentów elektronicznych w sposób zgodny z wymogami regulacyjnymi określonymi dla trwałego nośnika. Oparta na technologii blockchain, z zastosowaniem Hyperledger Fabric oraz WORM[15] . Pozwala na publikowanie dokumentów publicznych i prywatnych. Trwały Nośnik gwarantuje niezmienność i niezaprzeczalność dokumentów, a także łatwy dostęp do nich w przyszłości przez czas odpowiedni do celów, jakim te dokumenty służą[16]. Usługa     uruchomiona w 2018 roku.
- STIR (System Teleinformatyczny Izby Rozliczeniowej) – narzędzie wspierające  funkcjonowanie Krajowej Administracji Skarbowej. System działający na podstawie ustawy z dnia 24 listopada 2017 r. o zmianie niektórych ustaw w celu     przeciwdziałania wykorzystywaniu sektora finansowego do wyłudzeń skarbowych[17]. STIR został  uruchomiony w 2018 r.
- Mechanizm podzielonej płatności VAT (split payment) – rozwiązanie, którego celem jest uszczelnienie systemu podatkowego. MPP obowiązuje w Polsce od 1 lipca 2018 r.[18]. Dotyczy on wyłącznie transakcji dokonywanych pomiędzy podatnikami VAT[19]. Na potrzeby wdrożenia obsługi przelewów dla mechanizmu podzielonej płatności, KIR w systemie Express Elixir utworzył dedykowany kod zlecenia płatności RTSP. Dzięki temu rozwiązaniu płatności typu split payment mogą być wykonywane nie tylko standardowo w trybie sesyjnym za pośrednictwem systemu Elixir, ale również w sposób natychmiastowy.
- Usługi Swift – dostęp do międzynarodowej platformy transmisji danych finansowych, która służy do realizacji krajowych i transgranicznych operacji pomiędzy bankami i innymi instytucjami finansowymi[20]. Od 2004 r. KIR, jest jedyną instytucją w Polsce, posiadającą status SWIFT Service Bureau nadawany przez organizację SWIFT SCRL[21].
- SYBIR – system służący do rozliczeń za pomocą dokumentów papierowych – dostępny w ofercie KIR do 2004 r.
- Qlips – usługa oferowana przez Związek Banków Polskich, która pozwala klientom banku – użytkownikom indywidualnym i firmom – wygodnie opłacać faktury za usługi masowe, bezpośrednio z serwisu transakcyjnego banku, zarówno poprzez strony www, jak i aplikacje mobilne. Usługa działa w oparciu o system informatyczny utworzony i obsługiwany przez KIR.[22]
- HUB PSD2 – system teleinformatyczny KIR, umożliwiający dostęp do usług PSD2, z zachowaniem najwyższego poziomu bezpieczeństwa. Oferowany bankom zainteresowanym rolą ASPSP (Account Servicing Payment Service Provider) lub integracją z TPP (Third Party Provider) za pośrednictwem interfejsów HUB. Umożliwia spełnienie wymogów dyrektywy w zakresie usług compliance. Usługa w założeniu ma upraszczać wdrożenie standardu Polish API[23].
- Sektorowe Centrum Usług AML (SCU AML) – inicjatywa KIR, Związku Banków Polskich oraz banków, mająca na celu wspieranie procesów przeciwdziałania praniu pieniędzy (AML) i finansowaniu terroryzmu (CFT). SCU AML[24] umożliwia     sektorowe współdzielenie danych, standaryzację i centralizację wybranych     działań, co zwiększa skuteczność identyfikacji ryzyka oraz obniża koszty compliance.
- Blockchain – kryptograficznie zabezpieczona baza danych, działająca jako niezmienny rejestr transakcji. W kontekście KIR technologia ta znajduje zastosowanie w projektach takich jak Krajowa Sieć Blockchain – platforma PaaS umożliwiająca wdrażanie rozwiązań opartych na prywatnej sieci blockchain czy Trwały Nośnik – usługa umożliwiająca przechowywanie dokumentów w sposób zgodny z wymogami regulacyjnymi określonymi dla trwałego nośnika.
- Tokenizacja – proces cyfryzacji aktywów, polegający na przypisaniu im unikalnych, wirtualnych tokenów zapisanych na blockchainie. KIR udostępnia uniwersalne narzędzie oparte na własnej platformie technologicznej. Usługa umożliwia tokenizowanie dowolnego zasobu i jego zapis w formie cyfrowej w ramach Krajowej Sieci Blockchain. Szybkie i elastyczne emitowanie tokenów znajduje swoje zastosowanie, m.in. w finansach, logistyce czy sektorze nieruchomości.

## Nagrody
- 2024: KIR został nominowany do Nagrody Gospodarczej Prezydenta RP w kategorii „Narodowy Sukces”[25]
- 2023: Nagroda eDukat  w kategorii „Najlepsza proekologiczna inicjatywa świata bezgotówkowego” za „Przewodnik dla przedsiębiorców dbających o (dobry) klimat”[26]
- 2022: Nagroda 30-lecia Miesięcznika Finansowego BANK za wkład i zaangażowanie KIR w budowę cyfrowej gospodarki[27]
- 2021: KIR otrzymał nagrodę za usługę Trwały Nośnik w konkursie Mistrz Innowacyjnej Transformacji w kategorii Technologia i Rynek[28], godło "Teraz Polska" dla mojeID oraz nagrodę Digital Excellence Awards w kategorii Digital Strategic Perspective za usługi mSzafir, mojeID i Trwały Nośnik
- 2020: mSzafir otrzymał tytuły Projekt Fintech 2020 oraz Projekt Roku (XV Kongres Gospodarki Elektronicznej)[29]
- 2019: tytuł Partnera Roku (XIV Kongres Gospodarki Elektronicznej)[30]
- 2018: nagrody IT@Bank w kategorii Produkt Roku za trzy projekty: usługę Trwały Nośnik wdrożoną w oparciu o technologię blockchain, system STIR     umożliwiający przeciwdziałanie przestępstwom skarbowym dzięki wykorzystaniu analizy big data oraz mechanizm podzielonej płatności VAT[31]